# Narragodes laevis
Narragodes laevis är en fjärilsart som beskrevs av W. Warren 1906. Narragodes laevis ingår i släktet Narragodes och familjen mätare. Inga underarter finns listade i Catalogue of Life.